# Докторская колбаса

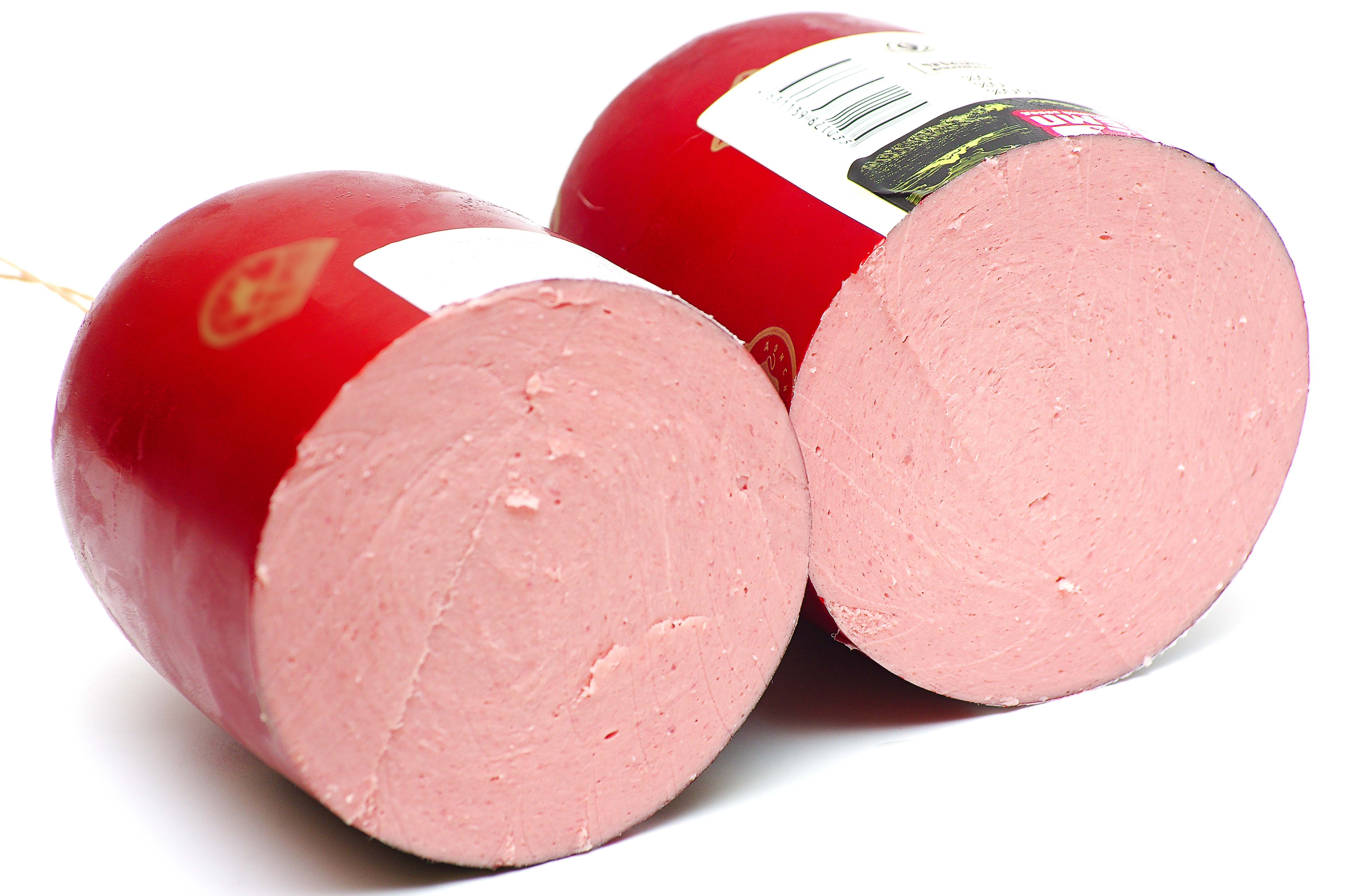
Докторская колбаса

«До́кторская» — популярный в СССР и на постсоветском пространстве высший сорт варёной колбасы, соответствующий ГОСТ 23670-79. Диетический продукт бледно-розового цвета с пониженным содержанием жиров.
В соответствии с законодательством Евразийского экономического союза не допускается выпуск мясной продукции с использованием названий, которые похожи на названия мясной продукции, установленные межгосударственными (региональными) стандартами, за исключением мясной продукции, выпускаемой по этим стандартам. В техническом регламенте в качестве примера такого названия приведена «Докторская» (наряду с некоторыми другими).

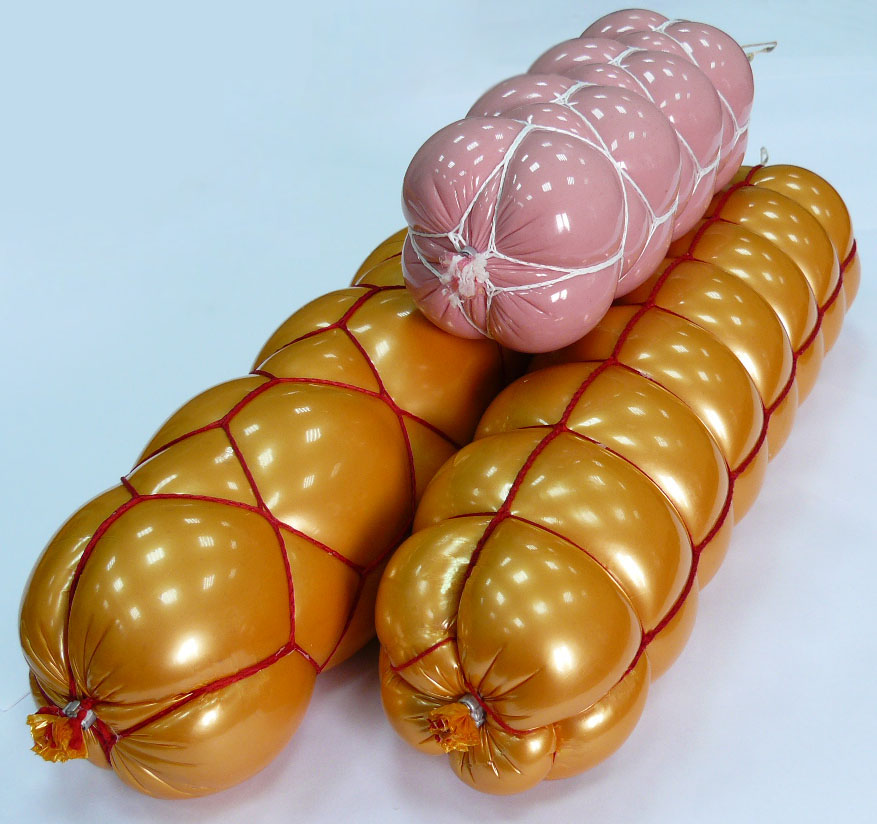
Колбаса «Докторская» в полиамидной оболочке

## История
Эту колбасу начали производить в 1936 году, разрабатывал рецептуру колбасы и технологию её изготовления ВНИИ мясной промышленности, а впервые осуществил производство Московский мясоперерабатывающий комбинат им. А. И. Микояна. Колбаса предназначалась в качестве диетического (лечебного) питания больным с соматическими признаками последствий перенесённого длительного голодания (конкретно — «…больным, имеющим подорванное здоровье в результате Гражданской войны и царского деспотизма»), отсюда и её название.

## Состав
Точный рецепт Докторской колбасы, который использовался как промышленный стандарт с 1936 по 1974 год, по Конникову А. Г. «Колбасы и мясокопчёности» (1938 год):
Количество ингредиентов для приготовления 100 кг Докторской колбасы:
- 15 кг мясо говяжье высшего сорта
- 60 кг свинины нежирной
- 25 кг свинины жирной
- 2,5 кг соли
- 30 г селитры
- 100 г сахара
- 30 г кардамона

Действующий ГОСТ 23670-2019 долю продуктов в составе колбасных изделий не указывает.